# 9 Andromedae
Cet article concerne l'étoile de la constellation d'Andromède. Pour la galaxie, voir Andromeda IX.
Désignations
9 Andromedae (en abrégé 9 And) est une étoile binaire à éclipses de sixième magnitude de la constellation d'Andromède. Elle porte également la  désignation d'étoile variable AN Andromedae, 9 Andromedae étant sa désignation de Flamsteed. Elle a une magnitude apparente de base de 5,98, ce qui la place près de la limite inférieure de visibilité de l'œil nu. Basé sur un décalage annuel de parallaxe de 7,1 mas, elle est située à ∼ 460 a.l. (∼ 141 pc) de la Terre.

## Description
9 Andromedae a été découverte comme étant une binaire spectroscopique à raies simples en 1916 par l'astronome américain Walter Sydney Adams, et les éléments orbitaux initiaux ont été calculés par l'astronome canadien R. K. Young en 1920. La paire orbite l'une autour de l'autre avec une période orbitale de 3,219 6 jours et une excentricité de 0,03. C'est une binaire à éclipses de type Beta Lyrae. Pendant le transit du composant secondaire devant le composant primaire, la magnitude apparente tombe à 6,16, tandis que l'éclipse du composant secondaire par le composant primaire abaisse la magnitude nette à 6,09.